# Gail Kubik
Gail Thompson Kubik (* 15. September 1914 in South Coffeyville, Oklahoma; † 20. Juli 1984 in Claremont, Kalifornien) war ein US-amerikanischer Komponist, Geiger und Musikpädagoge.

## Leben und Werk
Kubik hatte als Kind Klavier- und Violinunterricht und studierte vierzehnjährig an der Eastman School of Music bei Samuel Belov (Violine), Allen Irvine McHose (Musiktheorie), Edward Royce und Bernard Rogers (Komposition). Daneben besuchte er auch die East Evening High School und die Hochstein School of Music. Mit seinen Brüdern Howard und Henry jr. und seiner Mutter Evalyn, einer Gesangsschülerin von Ernestine Schumann-Heink, reiste er von 1930 bis 1937 als The Kubik Ensemble durch New York und den mittleren Westen.
1931 gewann er mit The Night Has a Thousand Eyes den jährlichen Kompositionswettbewerb der Kansas Federation of Music Clubs. 1934 schloss er an der Eastman School of Music die Fächer Violine und Komposition mit dem Prädikat „mit Auszeichnung“ ab und begann, am Monmouth College Violine, Dirigieren und Orchestration zu unterrichten. Ab 1936 unterrichtete er an der Dakota Wesleyan University in Mitchell. Im gleichen Jahr stellte das NBC Radio in seiner Serie Music Guild Kammermusik Kubiks vor.
1937 begann Kubik ein Dissertationsstudium an der Harvard University bei Walter Piston und Nadia Boulanger. Von 1938 bis 1940 unterrichtete er am Teachers College der Columbia University Komposition, Orchestration und Musikgeschichte. Daneben führte er als Solist mit dem Chicago Civic, Rochester Civic und New York Orchestras sein Konzert für Violine und Orchester auf. Ab 1941 lebte er als freischaffender Komponist.
Mit seinem zweiten Violinkonzert gewann Kubik 1941 den Jascha Heifetz-Carl-Fischer-Preis. 1942 wurde er Berater des Bureau of Motion Pictures des Office of War Information, im Folgejahr trat er als Komponist für die Army Air Corp's First Motion Picture Unit in die Armee ein. Für die Musik zum Film The World at War erhielt er den Preis für die beste Dokumentarfilmmusik des Jahres.
Nach dem Ausscheiden aus der Armee 1946 wurde er Professor für Musik an der University of Southern California. Nach Arbeiten als Filmkomponist in Hollywood ging er 1950 nach Rom und unterrichtete an der American Academy, ab 1952 auch als Gastdozent an der Accademia di Santa Cecilia.
Für die Symphony Concertante erhielt Kubik 1952 einen Pulitzer-Preis. Beim Edinburgh Film Festival 1953 wurde er für den Film Transatlantic ausgezeichnet. Er arbeitete als Komponist und Dirigent mit dem Orchestra Sinfonica della Radio Italiana, dem London Philharmonic Orchestra, dem BBC Orchestra und dem Orchestre Symphonique de Paris und komponierte Lieder nach Gedichten von Theodore Roethke. Im Auftrag des Louisville Orchestra entstand 1954–55 seine erste Sinfonie.
1955 komponierte Kubik für die Paramount Studios die Musik für den Film An einem Tag wie jeder andere The Desperate Hours mit Fredric March und Humphrey Bogart in den Hauptrollen. Unter der Regie von William Wyler wurde die Musik ein tragendes Element des Films.
Von 1959 bis 1967 lebte er erneut in Europa. Zwischen 1968 und 1970 unternahm er Vortragsreisen durch die USA, daneben nahm er Gastprofessuren an der Kansas State University und am Gettysburg College wahr und war Composer in Residence am Scripps College und der Claremont Graduate School. 1975 übernahm er eine Gastprofessur an der California State University, 1978 am Mount San Antonio Junior College. Nach seiner Emeritierung 1980 lebte er überwiegend in Frankreich.
Kubik komponierte neben drei Sinfonien und vier Violinkonzerten weitere Orchesterwerke, Kammermusik, Lieder sowie zwei Opern.

## Auszeichnungen
- 1942: Preis für die beste Dokumentarfilmmusik des Jahres für den Film The World at War

## Filmografie (Auswahl)
- 1942: (The World at War)
- 1944: (The Memphis Belle: A Story of a Flying Fortress)
- 1950: (The Miner's Daughter)
- 1951: (Gerald McBoing-Boing)
- 1955: An einem Tag wie jeder andere (The Desperate Hours)